# Juan Marcus & Vinícius
Juan Marcus & Vinícius é uma dupla de música sertaneja formada em 2010 na cidade de São Sebastião (Distrito Federal). Ganhou diversas certificações da Pro-Música Brasil.